# 許斯河
47°07′55″N 7°14′02″E / 47.13201°N 7.23389°E

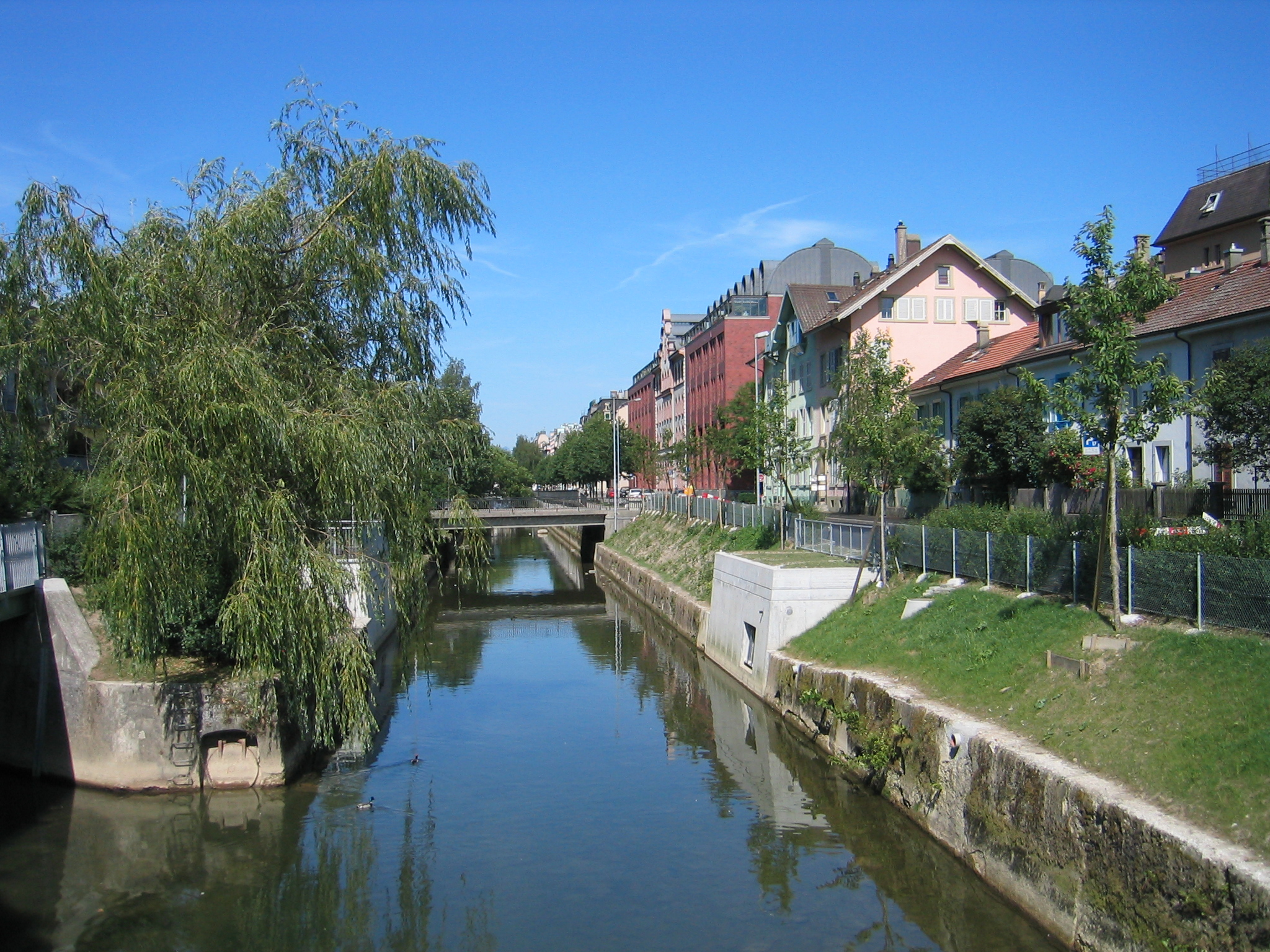

許斯河（德語：Schüss），又称叙兹河（法語：Suze），是瑞士的河流，位於該國中西部，流經伯恩州，河道全長43.4公里，流域面積216平方公里，河口處在比爾湖。